# Hyphessobrycon amandae
Hyphessobrycon amandae és una espècie de peix de la família dels caràcids i de l'ordre dels caraciformes.
Els mascles poden assolir 2 cm de llargària total.
Viu a àrees de clima tropical entre 24 °C i 28 °C de temperatura.
Es troba a Sud-amèrica: conca del riu Araguaia.